# Rudolf Marchner
Rudolf Marchner (* 15. April 1893 in Rottenmann; † 3. September 1980 in Graz) war ein österreichischer Politiker (SPÖ) und Magistratsbeamter. Er war von 1945 bis 1959 Abgeordneter zum Österreichischen Nationalrat.
Marchner besuchte nach der Volksschule drei Klassen einer gewerblichen Fortbildungsschule und erlernte den Beruf des Maschinenschlossers. Er war beruflich als Werkmeister tätig und arbeitete später als Amtsleiter im Magistrat der Stadt Graz. Politisch engagierte er sich zwischen 1924 und 1934 als Obmann des Landesverbandes und der Grazer Ortsgruppe der Österreichischen Mietervereinigung in der Steiermark und von 1930 bis 1934 als Gemeinderat in Graz. Nach dem Zweiten Weltkrieg vertrat er die Sozialdemokratische Partei zwischen dem 19. Dezember 1945 und dem 9. Juni 1959 im Nationalrat und war ab 1947 Obmann der Mietervereinigung Österreichs.